# Diecezja Trujillo (Wenezuela)
Diecezja Trujillo (łac. Dioecesis Truxillensis in Venetiola) – diecezja Kościoła rzymskokatolickiego w Wenezueli. Należy do archidiecezji Mérida. Została erygowana 4 czerwca 1957 roku przez papieża Piusa XII mocą konstytucji apostolskiej In maximis officii.

## Ordynariusze
- Antonio Ignacio Camargo (1957–1961)
- José Léon Rojas Chaparro (1961–1982)
- Vicente Ramón Hernández Peña (1982–2012)
- Cástor Oswaldo Azuaje Pérez OCD (2012–2021)
- José Trinidad Fernández Angulo (od 2021)